# راینر برگ
راینر برگ (انگلیسی: Rainer Berg؛ زادهٔ ۲۱ اوت ۱۹۶۵) بازیکن فوتبال اهل آلمان است.
از باشگاه‌هایی که در آن بازی کرده‌است می‌توان به باشگاه فوتبال یان رگنسبورگ، باشگاه فوتبال مونیخ ۱۸۶۰، باشگاه فوتبال دارمشتات ۹۸، باشگاه فوتبال بایرن مونیخ، و باشگاه فوتبال نورنبرگ اشاره کرد.
وی همچنین در تیم ملی فوتبال زیر ۲۱ سال آلمان بازی کرده‌است.